# Handelsakademie Hamerlingplatz

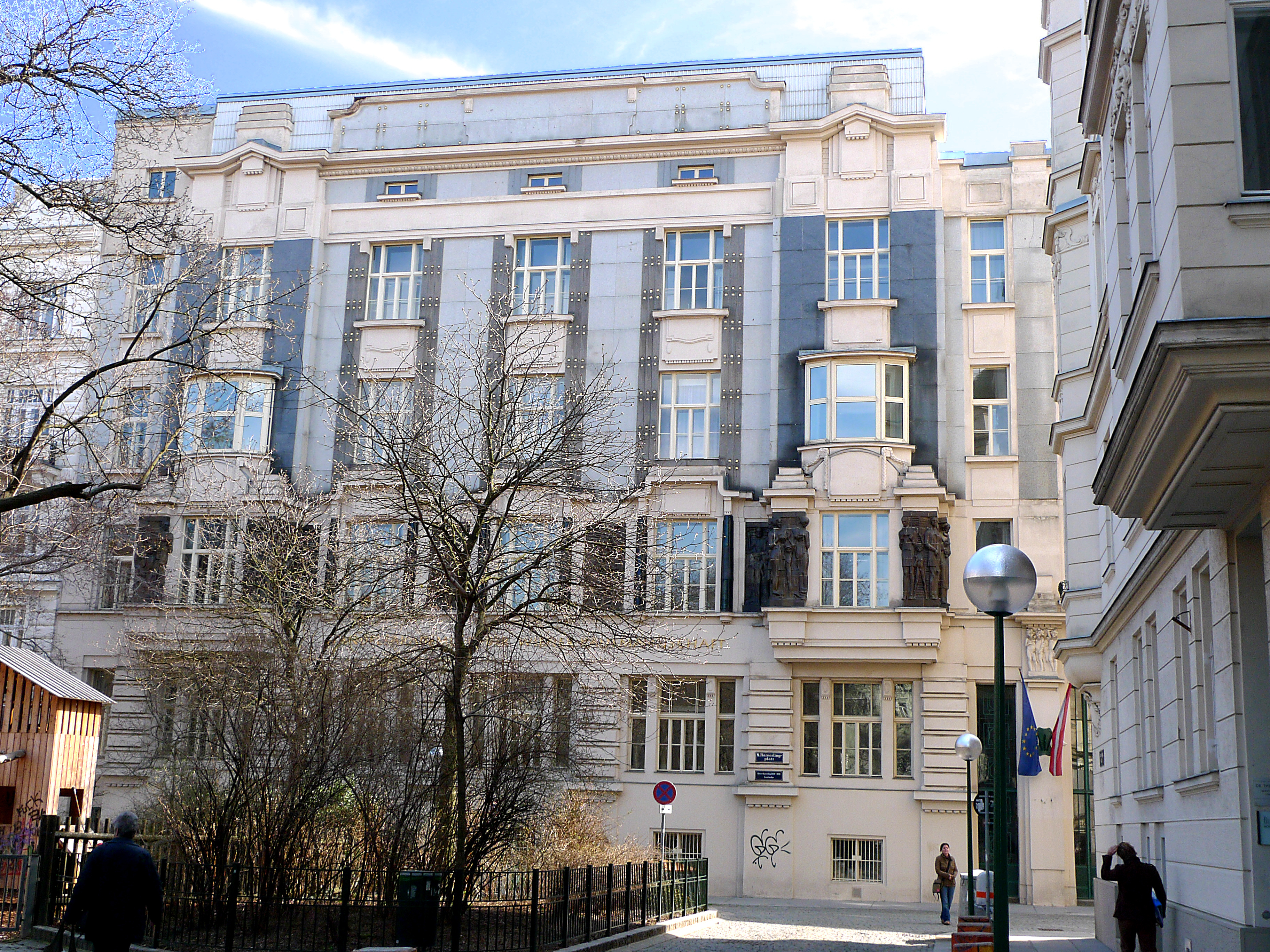
Hauptfront

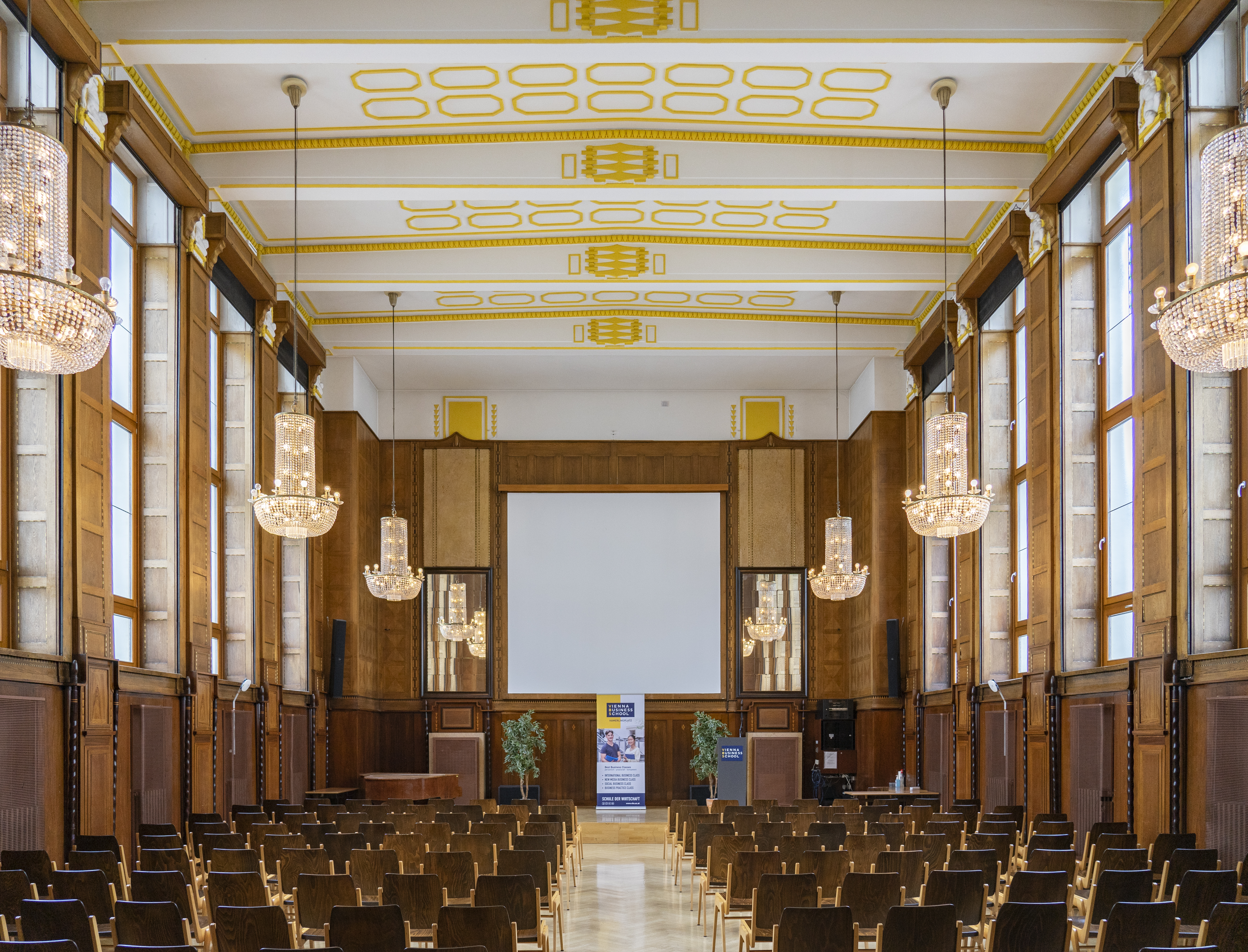
Innenansicht, Festsaal der Handelsakademie

Die Handelsakademie Hamerlingplatz befindet sich am Hamerlingplatz Nr. 5–6 im 8. Wiener Gemeindebezirk Josefstadt. Die Handelsakademie steht unter Denkmalschutz (Listeneintrag).
Die Handelsakademie gehört zu der Gruppe der Vienna Business School, die sechs Handelsakademien in Wien betreibt und durch den Fonds der Wiener Kaufmannschaft getragen wird. Ein Schulgeld ist für den Besuch der Privatschule nötig.

## Geschichte
Die Schule im Otto-Wagner-Stil wurde ab 1905 nach den Plänen der Architekten Julius Deininger und Wunibald Deininger erbaut.

## Architektur
Der blockhafte Schulbau zeigt eine bemerkenswert abwechslungsreiche, räumliche, flächige, farblich differenzierte Fassade. Am östlichen Platz ist der Bau viergeschoßig mit einem anschließenden dreiachsigen Treppenhaustrakt. Die fünfgeschoßige Hauptfront ist ab dem ersten Obergeschoß mit Risaliten gestaltet und in der Attikazone horizontal über die Eckachsen zusammengeschlossen. Das erste Obergeschoß zeigt großformatige braun glasierte Majolika-Reliefs mit allegorischen Darstellungen der Landwirtschaft, des Handels und des Gewerbes von Richard Luksch 1908. Die beiden darüber liegenden Geschoße sind mit farblich abgesetzten genieteten Steinplattenbändern vertikalisierend gegliedert, eine weitere Belebung der Fassade entsteht durch glatte großformatige Putzfelder. An den Eckachsen sind die Fenster nach oben zurückgestaffelt. Der seitliche dreiachsige viergeschoßige Treppenhaustrakt zeigt Lisenen- und Putzfeldgliederung, die Schmiedeeisengittertore zeigen geometrischen Dekor.
Das dreiachsige Vestibül hat eine flache Kassettendecke und dunkelblaue Wandfliesen; die gegenläufig eingestellte Treppe steht auf Pfeilern. Die originale Ausstattung mit Beleuchtungskörpern, Fußbodenbelag, Treppengeländer und Glasfenster ist großteils erhalten.
Der Festsaal als hoher längsrechteckiger fünfachsiger Saal hat einen Holzbalkon über der Eingangsseite, eine Holzvertäfelung mit geometrischen Ornamenten, die Pfeiler zwischen den Fenstern zeigen stilisierte Figuren an den Kapitellen, die Stuckdecke zeigt sich in secessionistischen-antikisierenden Formen.